# Britt Ekland
Britt Marie Ekland (Estocolmo, 6 de octubre de 1942) es una actriz sueca residente en el Reino Unido. Algunos de sus roles más conocidos fueron el de Rachel Schpitendavel en The Night They Raided Minsky's (1968) y el de chica Bond en El hombre de la pistola de oro (1974).

## Biografía

### Carrera

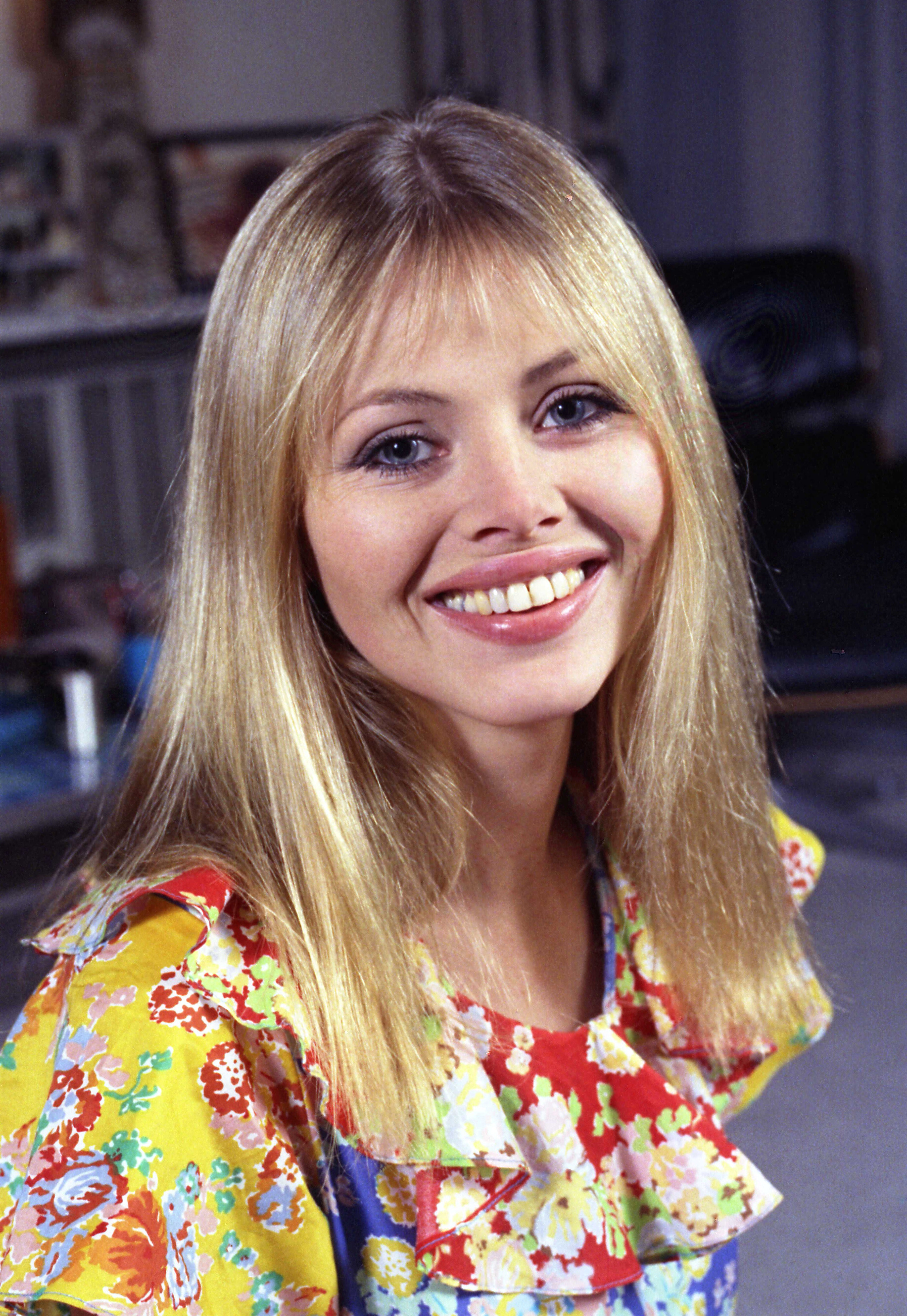
Ekland fotografiada por Allan Warren en 1972

Debutó a principios de la década de 1960 en varios filmes suecos y en 1964 tuvo un papel más destacado en el western de comedia Advance to the Rear de George Marshall, protagonizado por Glenn Ford, Stella Stevens y Melvyn Douglas. Ya tres años antes, en 1961, el mismo director le había dado un papel en The Happy Thieves, protagonizado por Rex Harrison y Rita Hayworth.
En 1968, Britt Ekland protagoniza junto a Jason Robards  y Norman Wisdom, la comedia musical del director William Friedkin (también director de The French Connection y El exorcista), The Night They Raided Minsky's. En este film destaca como una tímida joven Amish, dispuesta a abrirse paso en el mundo del cabaret Burlesque. 
Uno de sus momentos de máxima popularidad lo alcanzó al encarnar a Mary Goodnight en El hombre de la pistola de oro (1974). Previamente también actuó en dos filmes con Peter Sellers, con quien se casó en 1964. 
Ekland se codeó con Michael Caine en Get Carter (1971) y luego participó en Endless Night (1972), adaptación de la novela de igual título de Agatha Christie. En 1973 intervino en The Wicker Man junto a Christopher Lee (con quien posteriormente trabajaría en El hombre de la pistola de oro al año siguiente), y en 1978 interpretó a la actriz Anny Ondra en un telefilme biográfico (Ring of Passion).
En los años 80 su actividad en el cine perdió pujanza, si bien rodó una película en España (Marbella, un golpe de cinco estrellas, 1985) y participó en Scandal (1989), filme sobre el Caso Profumo. Posteriormente la actriz ha seguido trabajando en teatro y televisión.
Publicó un libro de belleza y fitness (1984), seguido por un video de fitness en 1992.

### Vida personal
En 1964 se casó con el actor inglés Peter Sellers, con quien tuvo a su hija Victoria (enero de 1965). Cuatro años más tarde puso punto final a su matrimonio y, fruto de su relación con el productor Lou Adler, nació su hijo Nikolaj (1973). En mediados de los años 70 tuvo un promocionado romance con el músico Rod Stewart inclusive participando de un  par de video clips Tonight´s the night y First cut is the deepest. En 1984 se casó con el músico Slim Jim Phantom, casi veinte años menor que ella y padre de su hijo Thomas Jefferson (1988). En 1992 también puso punto final a su matrimonio. La actriz, además de sueco, sabe hablar inglés, francés y alemán.

### Curiosidades
- La actriz sudafricana Charlize Theron la interpretó en la película Llámame Peter (2004), basada en la vida del actor Peter Sellers. El filme no le gustó nada a uno de los hijos del actor, Michael Sellers.